# فرانك آدامز (جيولوجي)
فرانك آدامز (بالإنجليزية: Frank Dawson Adams)‏ (و. 1859 – 1942 م) هو جيولوجي، ومحاضر، وبروفيسور كندي، ولد في مونتريال، وكان عضوًا في الجمعية الملكية، والأكاديمية الأمريكية للفنون والعلوم، والأكاديمية الملكية السويدية للعلوم، توفي في مونتريال، عن عمر يناهز 83 عاماً.

## مناصب
تولى منصب رئيس الجمعية الجيولوجية الأمريكية ‏ (1917–1918).

## التعليم
تعلم في جامعة مكغيل.

## جوائز
حصل على جوائز منها:
- ميدالية ولاستون (1939)
- Flavelle Medal [الإنجليزية]‏ (1937)
- Lyell Medal [الإنجليزية]‏ (1881)
- زميل في الجمعية الملكية
- زمالة الجمعية الملكية الكندية.